# غايلورد نيلسون
غايلورد نيلسون هو محامي وعالم بيئة وسياسي أمريكي، ولد في 4 يونيو 1916 في كلير ليك في الولايات المتحدة، وتوفي في 3 يوليو 2005 في كنسينغتون في الولايات المتحدة بسبب نوبة قلبية. نشط حزبياً في الحزب الديمقراطي.

## مناصب
- انتخب عضو مجلس الشيوخ الأمريكي [الإنجليزية]‏ عن دائرة Wisconsin Class 3 senate seat ‏ وقد انضم خلال فترته النيابية [الإنجليزية]‏ (3 يناير 1979 – 3 يناير 1981) للكتلة البرلمانية الحزب الديمقراطي.
- انتخب عضو مجلس الشيوخ الأمريكي [الإنجليزية]‏ عن دائرة Wisconsin Class 3 senate seat ‏ وقد انضم خلال فترته النيابية [الإنجليزية]‏ (3 يناير 1977 – 3 يناير 1979) للكتلة البرلمانية الحزب الديمقراطي.
- انتخب عضو مجلس الشيوخ الأمريكي [الإنجليزية]‏ عن دائرة Wisconsin Class 3 senate seat ‏ وقد انضم خلال فترته النيابية [الإنجليزية]‏ (3 يناير 1975 – 3 يناير 1977) للكتلة البرلمانية الحزب الديمقراطي.
- انتخب عضو مجلس الشيوخ الأمريكي [الإنجليزية]‏ عن دائرة Wisconsin Class 3 senate seat ‏ وقد انضم خلال فترته النيابية [الإنجليزية]‏ (3 يناير 1973 – 3 يناير 1975) للكتلة البرلمانية الحزب الديمقراطي.
- انتخب عضو مجلس الشيوخ الأمريكي [الإنجليزية]‏ عن دائرة Wisconsin Class 3 senate seat ‏ وقد انضم خلال فترته النيابية [الإنجليزية]‏ (3 يناير 1971 – 3 يناير 1973) للكتلة البرلمانية الحزب الديمقراطي.
- انتخب عضو مجلس الشيوخ الأمريكي [الإنجليزية]‏ عن دائرة Wisconsin Class 3 senate seat ‏ وقد انضم خلال فترته النيابية [الإنجليزية]‏ (3 يناير 1969 – 3 يناير 1971) للكتلة البرلمانية الحزب الديمقراطي.
- انتخب عضو مجلس الشيوخ الأمريكي [الإنجليزية]‏ عن دائرة Wisconsin Class 3 senate seat ‏ وقد انضم خلال فترته النيابية [الإنجليزية]‏ (3 يناير 1967 – 3 يناير 1969) للكتلة البرلمانية الحزب الديمقراطي.
- انتخب عضو مجلس الشيوخ الأمريكي [الإنجليزية]‏ عن دائرة Wisconsin Class 3 senate seat ‏ وقد انضم خلال فترته النيابية [الإنجليزية]‏ (3 يناير 1965 – 3 يناير 1967) للكتلة البرلمانية الحزب الديمقراطي.
- انتخب عضو مجلس الشيوخ الأمريكي [الإنجليزية]‏ عن دائرة Wisconsin Class 3 senate seat ‏ وقد انضم خلال فترته النيابية [الإنجليزية]‏ (8 يناير 1963 – 3 يناير 1965) للكتلة البرلمانية الحزب الديمقراطي.
- انتخب حاكم ولاية ويسكونسن [الإنجليزية]‏ (4 يناير 1959 – 4 يناير 1963).
- انتخب عضو مجلس ولاية ويسكونسن ‏.
- انتخب عضو مجلس الشيوخ الأمريكي [الإنجليزية]‏ عن دائرة ويسكونسن (8 يناير 1963 – 3 يناير 1981).